# Kerstin Garefrekes
Kerstin Garefrekes est une footballeuse allemande née le 4 septembre 1979 à Ibbenbüren. Elle évolue au poste d'attaquante. 
Kerstin joue au 1.FFC Francfort de 2004 à 2016 et en équipe d'Allemagne de 2001 à 2011. En 2008 elle possède 130 sélections (43 buts) en équipe nationale.
Sa 1re sélection avec l'Allemagne a lieu le 17 novembre 2001 lors d'une rencontre face aux Pays-Bas. Avec la Nationalelf elle remporte deux titres de Championne du monde et deux titres de Championne d'Europe.
Elle a terminé meilleure buteuse du Championnat d'Allemagne lors de la saison 2003-2004 (26 buts inscrits).

## Carrière
- 1998-2004 : FFC Heike Rheine
- 2004 : 1.FFC Francfort

## Statistiques
| Saison                | Club                  | Championnat           | Championnat | Championnat | Coupe(s) nationale(s) | Coupe(s) nationale(s) | Compétition(s) continentale(s) | Compétition(s) continentale(s) | Compétition(s) continentale(s) | Total | Total |
| Saison                | Club                  | Division              | M.          | B.          | M.                    | B.                    | Comp.                          | M.                             | B.                             | M.    | B.    |
| 1998-1999             | FFC Heike Rheine      | Frauen Bundesliga     | 22          | 5           |                       |                       | -                              | -                              | -                              | 22    | 5     |
| 1999-2000             | FFC Heike Rheine      | Regionalliga          |             |             |                       |                       | -                              | -                              | -                              | 0     | 0     |
| 2000-2001             | FFC Heike Rheine      | Frauen Bundesliga     | 21          | 9           |                       |                       | -                              | -                              | -                              | 21    | 9     |
| 2001-2002             | FFC Heike Rheine      | Frauen Bundesliga     | 21          | 10          |                       |                       | -                              | -                              | -                              | 21    | 10    |
| 2002-2003             | FFC Heike Rheine      | Frauen Bundesliga     | 21          | 13          |                       |                       | -                              | -                              | -                              | 21    | 13    |
| 2003-2004             | FFC Heike Rheine      | Frauen Bundesliga     | 22          | 26          | 1+                    | 1+                    | -                              | -                              | -                              | 23    | 27    |
| Sous-total            | Sous-total            | Sous-total            | 107+        | 63+         | 1+                    | 1+                    | -                              | -                              | -                              | 108   | 64    |
| 2004-2005             | 1. FFC Francfort      | Frauen Bundesliga     | 22          | 13          | 3+                    | 1+                    | -                              | -                              | -                              | 25    | 14    |
| 2005-2006             | 1. FFC Francfort      | Frauen Bundesliga     | 21          | 16          | 5                     | 3                     | WCL                            | 2+                             | 1+                             | 28    | 20    |
| 2006-2007             | 1. FFC Francfort      | Frauen Bundesliga     | 21          | 21          | 5                     | 6                     | WCL                            | 0+                             | 0+                             | 26    | 27    |
| 2007-2008             | 1. FFC Francfort      | Frauen Bundesliga     | 16          | 13          | 3+                    | 2                     | WCL                            | 2+                             | 0+                             | 21    | 15    |
| 2008-2009             | 1. FFC Francfort      | Frauen Bundesliga     | 22          | 14          | 1                     | 0                     | WCL                            | 0+                             | 0+                             | 23    | 14    |
| 2009-2010             | 1. FFC Francfort      | Frauen Bundesliga     | 22          | 19          | 3                     | 2                     | -                              | -                              | -                              | 25    | 21    |
| 2010-2011             | 1. FFC Francfort      | Frauen Bundesliga     | 20          | 23          | 5                     | 5                     | -                              | -                              | -                              | 25    | 28    |
| 2011-2012             | 1. FFC Francfort      | Frauen Bundesliga     | 22          | 10          | 5                     | 5                     | WCL                            | 9                              | 4                              | 36    | 19    |
| 2012-2013             | 1. FFC Francfort      | Frauen Bundesliga     | 22          | 13          | 1                     | 0                     | -                              | -                              | -                              | 23    | 13    |
| 2013-2014             | 1. FFC Francfort      | Frauen Bundesliga     | 22          | 18          | 5                     | 6                     | -                              | -                              | -                              | 27    | 24    |
| 2014-2015             | 1. FFC Francfort      | Frauen Bundesliga     | 22          | 15          | 4                     | 5                     | WCL                            | 8                              | 3                              | 34    | 23    |
| 2015-2016             | 1. FFC Francfort      | Frauen Bundesliga     | 21          | 9           | 2                     | 4                     | WCL                            | 8                              | 3                              | 31    | 16    |
| Sous-total            | Sous-total            | Sous-total            | 253         | 184         | 42+                   | 38+                   | -                              | 49                             | 19                             | 344   | 241   |
| 2014                  | Washington Spirit     | NWSL                  | 11          | 1           | -                     | -                     | -                              | -                              | -                              | 11    | 1     |
| Sous-total            | Sous-total            | Sous-total            | 11          | 1           | -                     | -                     | -                              | -                              | -                              | 11    | 1     |
| Total sur la carrière | Total sur la carrière | Total sur la carrière | 371+        | 248+        | 43+                   | 39+                   | -                              | 49                             | 19                             | 463   | 306   |

- 22 matchs inconnus en championnat en 1999-00.
- 3 matchs inconnus en coupe en 1998-99.
- 2 matchs inconnus en coupe en 1999-00.
- 2 matchs inconnus en coupe en 2000-01.
- 2 matchs inconnus en coupe en 2001-02.
- 2 matchs inconnus en coupe en 2002-03.
- 3 matchs inconnus en coupe en 2003-04.
- 2 matchs inconnus en coupe en 2004-05.
- 1 match inconnu en coupe en 2007-08.

## Palmarès

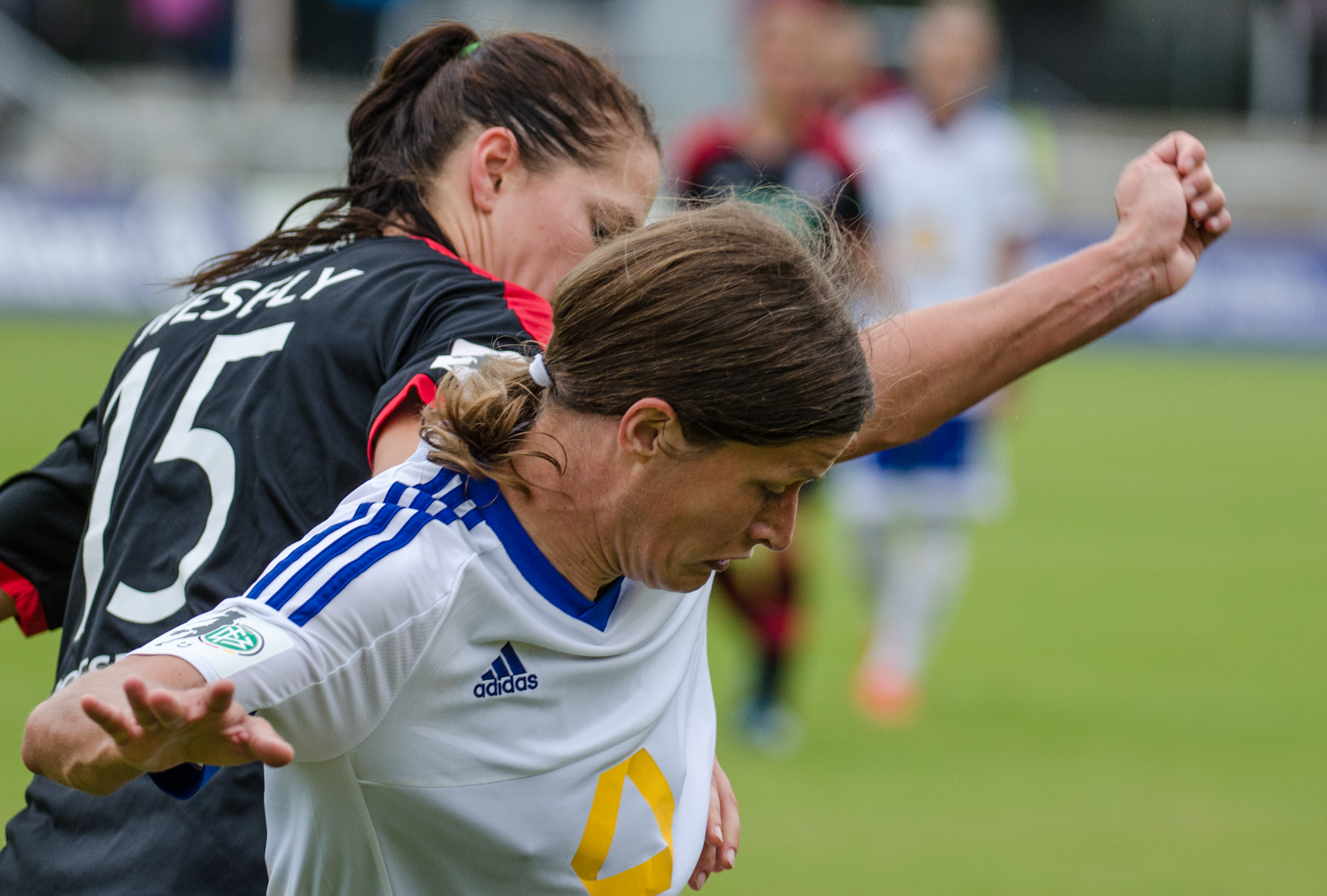
Kerstin Garefrekes en 2015

- Championne du monde : 2003 et 2007.
- Championne d'Europe : 2005 et 2009.
- Médaille de Bronze aux Jeux olympiques d'Athènes en 2004
- Médaille de Bronze aux Jeux olympiques de Pékin en 2008
- Vainqueur de la Coupe UEFA féminine en 2006, 2008
- Finaliste de la Ligue des champions en 2012
- Championne d'Allemagne en 2005 et 2007
- Vainqueur de la Coupe d'Allemagne féminine en 2007
- Meilleure buteuse de la Bundesliga 2003-2004 avec 26 buts